# Eine Alpensinfonie
Eine Alpensinfonie op. 64, eller i svensk översättning En alpsymfoni, är en symfonisk dikt av Richard Strauss som skrevs mellan 1911 och februari 1915. Första uppförande skedde 28 oktober 1915 i Berlin med Dresdner Hofkapelle under ledning av kompositören. Sitt namn till trots är det inte en symfoni i klassisk form, utan programmusik med fri form. Verket beskriver en dramatisk vandring uppför och nedför ett alpberg med skiftande väder och naturupplevelser. Trots att formatet är maximalt, i frågan om instrumentering för en mycket stor symfoniorkester förstärkt med orgel, ser man vissa paralleller till betydligt mer småskaliga Pastoralsymfoni av Beethoven. Ett uppförande av verket varar cirka 50 minuter. Strauss ansåg själv att Eine Alpensinfonie var hans kanske bäst orkestrerade verk.

## Delarna i verket
Musik fortgår kontinuerligt, och det finns inga pauser mellan delarna i verket. Icke desto mindre finns följande avsnitt angivna i partituret.
1. Nacht (Natt)
2. Sonnenaufgang (Soluppgång)
3. Der Anstieg (Vandring uppåt berget)
4. Eintritt in den Wald (Intåg i skogen)
5. Wanderung neben dem Bache (Vandring vid bäcken)
6. Am Wasserfall (Vid vattenfallet)
7. Erscheinung (Uppklarnande)
8. Auf blumigen Wiesen (På blomsterängar)
9. Auf der Alm (På alpängen)
10. Durch Dickicht und Gestrüpp auf Irrwegen (Vilse genom snårskog och sly)
11. Auf dem Gletscher (På glaciären)
12. Gefahrvolle Augenblicke (Farliga ögonblick)
13. Auf dem Gipfel (På toppen)
14. Vision (Vision)
15. Nebel steigen auf (Dimman reser sig)
16. Die Sonne verdüstert sich allmählich (Solen fördunklas gradvis)
17. Elegie (Elegi)
18. Stille vor dem Sturm (Stillhet före stormen)
19. Gewitter und Sturm, Abstieg (Vind och storm, nedstigning)
20. Sonnenuntergang (Solnedgång)
21. Ausklang (Epilog)
22. Nacht (Natt)

## Instrumentering

### Träblås
- 2 flöjter
- 2 piccolaflöjter, alternerar som flöjt 3-4
- 2 oboer
- 1 engelskt horn, alternerar som oboe 3
- 1 heckelphon
- 1 Ess-klarinett
- 2 B-klarinetter
- 1 C-klarinett, alternerar som basklarinett i B
- 3 fagotter
- 1 kontrafagott, alternerar som fagott 4

### Bleckblås
- 4 horn
- 4 tenortubor (spelas på wagnertuba), alternerar som horn 5-8
- 4 trumpeter
- 4 tromboner
- 2 bastubor

Dessutom, bakom scenen:
- 12 horn, 2 trumpeter och 2 tromboner

### Slagverk, etc.
- 2 harpor, gärna dubblerade
- 1 orgel

Tre slagverkare spelar tillsammans:
- Vindmaskin
- Åskmaskin
- Klockspel
- Bäckar (cymbaler)
- Bastrumma
- Liten trumma
- Triangel
- Koskälla
- Tamtam
- Celesta
- Pukor

### Stråk
Minst:
- 18 violin I
- 16 violin II
- 12 viola
- 10 cello
- 8 kontrabasar